# Ludovic Chammartin
Ludovic Chammartin (31 de outubro de 1985 - Fribourg) é um judoca suíço que participou das Olimpíadas de 2012 na categoria até 60 kg. Perdeu na segunda fase para Choi Gwang-hyeon, não alcançando nenhuma medalha nesta competição.